# La Flèche de Bordeaux
La Flèche de Bordeaux est un ancien patronage, créé en 1861, qui s'est particulièrement illustré dans le domaine de la gymnastique. Il a évolué au début des années 1980 en Maison de quartier pour devenir une importante association omnisports et culturelle.

## Historique

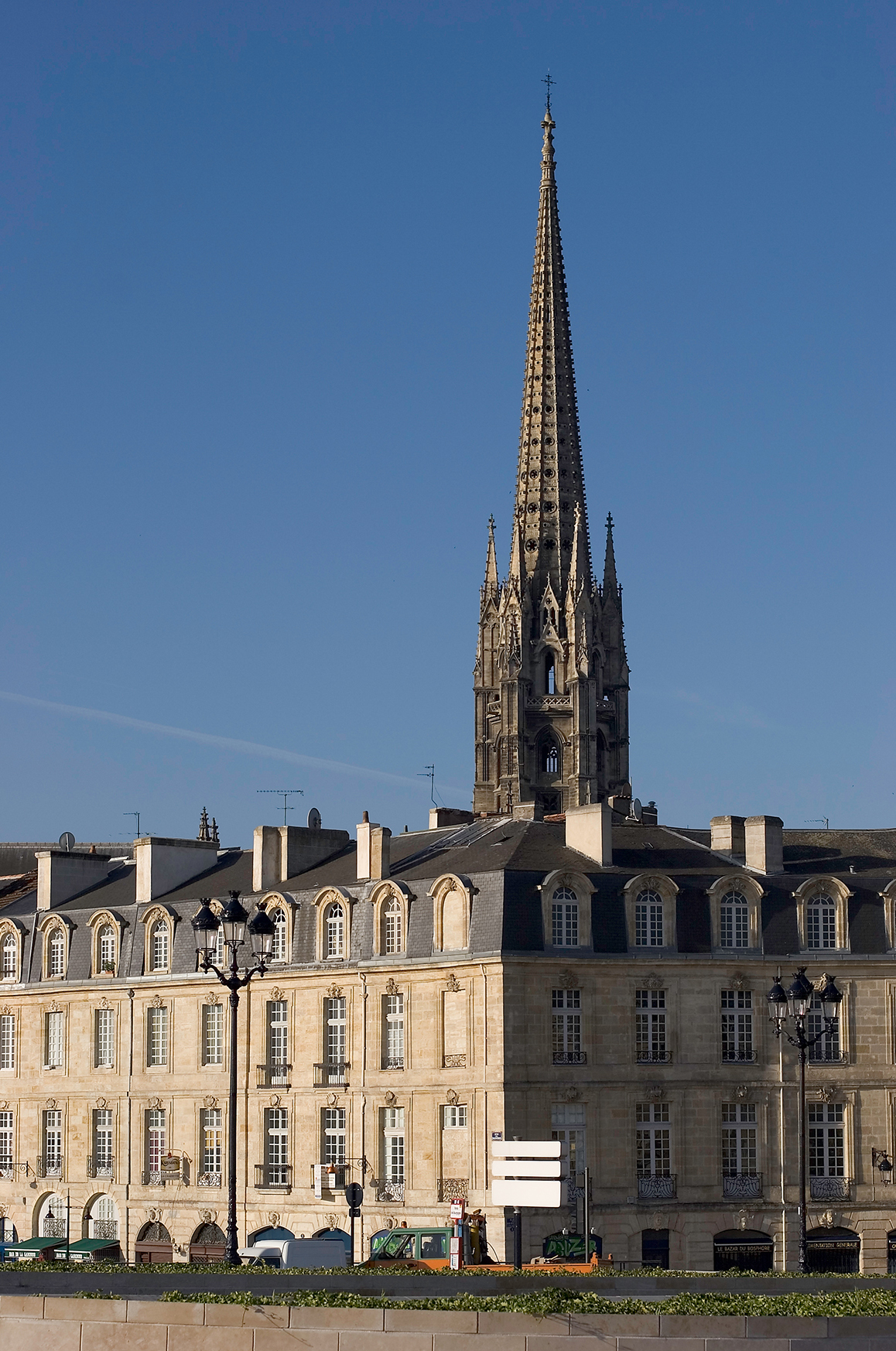
La flèche vue depuis les quais.

La Flèche, créée dans la paroisse du quartier Saint-Michel en 1861, doit son nom au campanile de la basilique. Société de parrainage d'apprentis, avant de devenir une section de la Jeanne-d'Arc de Saint-Michel, elle semble être le plus ancien patronage paroissial de Bordeaux. La gymnastique et les sports s’inscrivent très tôt à son programme éducatif. 

### Les premiers pas
Le nom actuel n’est adopté qu’en 1904. Affiliée à la Fédération gymnastique et sportive des patronages de France (FGSPF), elle fait partie de la délégation française aux concours de Rome en 1906 et 1908 où elle reçoit à chaque fois les félicitations du jury. Elle est 4 fois championne fédérale FGSPF en 1910, 1911, 1912 et 1913 alors que Raphaël Diaz, 8e au classement général des jeux olympiques de Londres, domine les compétitions individuelles à partir de 1912.

#### Palmarès
Sources : Programme fédéral
| Année | Lieu     | Association          | Individuel               |
| ----- | -------- | -------------------- | ------------------------ |
| 1910  | Gentilly | La Flèche (Bordeaux) |                          |
| 1911  | Nancy    | La Flèche (Bordeaux) |                          |
| 1912  | Gentilly | La Flèche (Bordeaux) | Raphaël Diaz (La Flèche) |
| 1913  | Gentilly | La Flèche (Bordeaux) | Raphaël Diaz (La Flèche) |
| 1914  | Gentilly |                      | Raphaël Diaz (La Flèche) |

### L'entre-deux-guerres
Championne en 1922 à Bordeaux, La Flèche confirme sa domination à Paris pour le 25e anniversaire de la FGSPF l'année suivante puis à Tours en 1924. Sept fois seconde par la suite elle retrouve la plus haute marche du podium en 1934, 1935 et 1938. Pendant cette période elle contribue largement au développement de l’Union régionale des patronages du Sud-Ouest à laquelle elle fournit ses plus grands champions (Dufauret, Pratviel, Canteau) et dirigeants (Pradairol). 

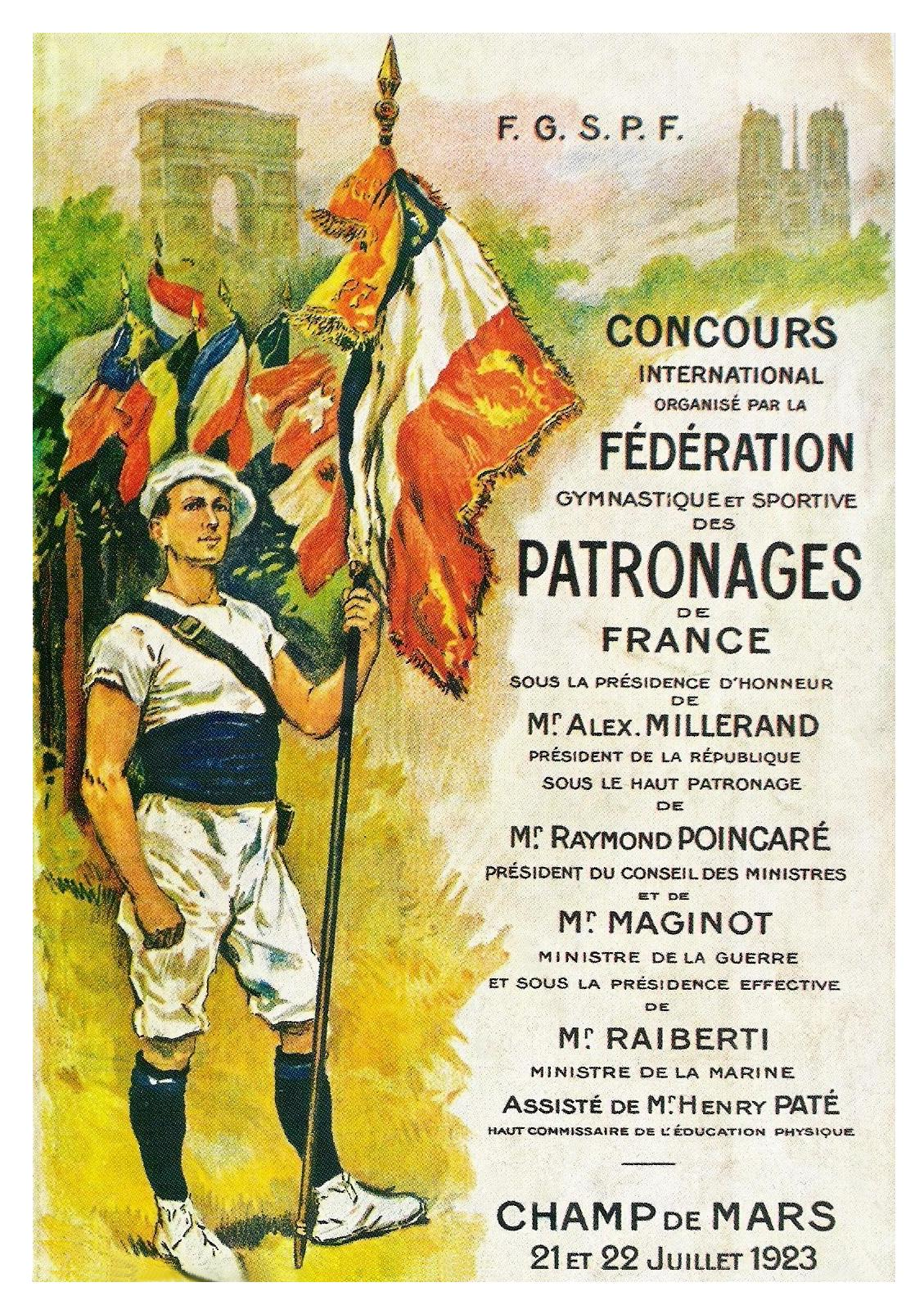
Concours de 1923, le triomphe de La Flèche

#### Palmarès
Sources : Programme fédéral
| Année | Lieu     | Association          | Individuel                   |
| ----- | -------- | -------------------- | ---------------------------- |
| 1922  | Bordeaux | La Flèche (Bordeaux) | Paul Dufauret (La Flèche)    |
| 1923  | Paris    | La Flèche (Bordeaux) | Paul Dufauret (La Flèche)    |
| 1924  | Tours    | La Flèche (Bordeaux) | Paul Dufauret (La Flèche)    |
| 1930  | Paris    |                      | Paul Dufauret (La Flèche)    |
| 1932  | Nice     |                      | Georges Pratviel (La Flèche) |
| 1934  | Poitiers | La Flèche (Bordeaux) |                              |
| 1935  | Epinal   | La Flèche (Bordeaux) |                              |
| 1938  | Blois    | La Flèche (Bordeaux) |                              |
| 1942  | Paris    |                      | Raoul Canteau (La Flèche)    |

### Le redémarrage ... et la mutation
La Flèche retrouve son titre une dernière fois en 1952 à Strasbourg alors que sa fédération est devenue depuis 1947 Fédération sportive de France (FSF). Pierre Lavignolle domine ensuite l'élite fédérale.

#### Palmarès
Sources : Programme fédéral
| Année | Lieu          | Association          | Individuel                                |
| ----- | ------------- | -------------------- | ----------------------------------------- |
| 1952  | Strasbourg    | La Flèche (Bordeaux) |                                           |
| 1954  | Lille         |                      | Pierre Lavignolle (La Flèche de Bordeaux) |
| 1955  | Saint-Etienne |                      | Pierre Lavignolle (La Flèche de Bordeaux) |
| 1956  | Metz          |                      | Pierre Lavignolle (La Flèche de Bordeaux) |
| 1957  | Brest         |                      | Pierre Lavignolle (La Flèche de Bordeaux) |
| 1958  | Paris         |                      | Pierre Lavignolle (La Flèche de Bordeaux) |

Au début des années 1980, la Flèche, comme la majorité des patronages bordelais, se transforme en maison de quartier à l’instigation et avec l’aide de la municipalité de Bordeaux.

## Activités
La Flèche offre ses activités sportives et culturelles dans trois quartiers de Bordeaux : Saint-Michel, Nansouty et Saint-Genès.
- Sports : aïkido, aïkibudo et affinitaires, boxe anglaise, éducation physique et gymnastique volontaire, éveil de l'enfant, judo et arts martiaux affinitaires, krav-maga, self-défense, Qi gong, tai-chi-chuan, yoga ;
- Autres activités : arts vivants (chant, chorale, théâtre), cours et ateliers de musique (batterie, guitare basse).